# Genera Plantarum
Genéra Plantárum (с лат. — «Ро́ды расте́ний») — научный труд шведского натуралиста Карла Линнея. Линней позже писал про свою работу, что «одно это произведение <…> могло потребовать целую человеческую жизнь». В этом труде Линней описал роды растений, используя в качестве руководящего принципа для характеристики родов особенности генеративных органов. В автобиографических материалах Линней говорил об этой книге, что в ней он сделал то, чего никто до него не сделал, и что «ботаники считали, что одних генеративных частей растений недостаточно для того, чтобы распознать роды, и что нужно принимать во внимание листья и облик растений, до тех пор, пока Линней [автор писал о себе в третьем лице] не показал им другое». Число описанных родов составляло в первом издании 994.
Первое издание Genera Plantarum было осуществлено в Лейдене в 1737 году. Всего вышло девять изданий. Важнейшее из них, пятое (1754), являлось дополнительным томом и неотъемлемой частью капитального труда Линнея Species Plantarum (1753), условная дата публикации которого принята за исходный пункт ботанической номенклатуры.
Стандартное обозначение названия книги при использовании в номенклатурных цитатах — Gen. Pl.

## Структура книги. Научная новизна
В основу книги положена разработанная Линнеем половая система, опубликованная им ранее в Systema Naturae. Число установленных и описанных здесь родов составляет 994. Все описания родов составлены по единой простой схеме, которая состоит из шести пунктов, расположенных в строгом порядке. Схема обязывает всюду характеризовать признаки генеративных частей растения: чашечку, венчик, тычинки, пестик, плод, семя. Характеристика каждого органа растения у Линнея занимает одну или две строки, описание каждого рода занимает 8—12 строк, дополненных в некоторых случаях примечанием в одну — три строки. Все характеристики (диагнозы) очень коротки и выразительны. Кроме того, Линней обязательно цитирует научно-литературные источники при каждом родовом названии и при каждом из синонимов рода. Такое цитирование Линней сохранил и во всех более поздних работах.

## История создания
С 1735 по 1738 годы Линней работал в Нидерландах у Джорджа Клиффорда, состоятельного англо-голландского купца и банкира, владевшего обширным поместьем с садом, в котором были четыре большие оранжереи с теплолюбивыми экзотическими растениями. Линней подготовил подробный систематический каталог растений этого сада, который он опубликовал в 1738 году под названием Hortus Cliffortianus. Нидерландский период был очень плодотврорен для Линнея: за эти четыре года он издал Systema Naturae (1735), Bibliotheca botanica (1736), Fundamenta botanica (1736) с правилами описания растений и формирования названий, Flora Lapponica (1737) и Critica botanica (1737). Critica…, где Линней развил теорию родовых имён, стала прелюдией к его основной работе по номенклатуре родов растений — Genera Plantarum.
В связи с работой над этим сочинением Линней писал А. Галлеру (1 мая 1737 года) о ботанической работе известных ему голландских, английских и шведских учёных: «Гроновиус, Бурман и ван Ройен интересуются только засушенными образчиками растений, хотя последний начинает проявлять интерес к исследованию родов. Бургаве любит только деревья и разновидности их больше, чем виды. Альбинус совсем поглощён анатомией. Один Диллениус в Англии понимает, что такое род, и занят этим исследованием. Рэнду — достаточно выискать синоним каждому растению, а Миллеру добыть американские растения, живые или засушенные. Мартин превосходный человек, но мало затрудняется этой доктриной. За исключением Цельсия, первого профессора теологии, который любит растения, не заботясь о том, к какому роду они относятся, и без устали собирает мхи, я не вижу в Швеции другого ботаника, так как Рудбек теперь обременён годами».
Линней считал, что ботаник не может и не должен знать все роды растений, но должен запомнить их определения (диагноз). Определения, приведённые в различных изданиях Genera Plantarum, были предназначены содействовать этому. Стабильность родовой таксономии была одной из первых целей Линнея. Эта реформа была одним из его величайших достижений: его роды и их номенклатура стоят в начале всей современной ботанической классификации.
«Роды растений» вызвали критику многих ботаников — его современников.

## Издания
Genera Plantarum была пересмотрена несколько раз Линнеем при жизни.
Прижизненные издания:
- Genera Plantarum, 1-е издание, Лейден, 1737, 4°, содержит краткие описания 994 родов растений, которые были известны Линнею в то время[К 2]
- Genera Plantarum, 2-е издание, Лейден, 1742, 4°, описано 1021 родов
- 3-е издание, Париж, 1743, 8°[англ.] (не под редакцией Линнея)
- 4-е издание, Магдебург, 1752, 8°, 1090 родов (не под редакцией Линнея)
- 5-е издание, Стокгольм, 1754, 8°, описано 1105 родов (связано с первым изданием Species Plantarum)
- 6-е издание, Стокгольм, 1764, 8°, 1239 родов.

Издания книги после смерти Линнея:
- 7-е издание, Франкфурт-на-Майне, 1778, 8°; под редакцией И. Я. Райхарда, 1343 рода
- 8-е издание, Франкфурт-на-Майне, 1789—1791, 8°; под редакцией И. Х. Шребера, 1766 родов
- 9-е издание, Гёттинген, 1830—1831, 8°; под редакцией К. Шпренгеля

## Комментарии
1. ↑  В работе 1736 года De metodico studio botanices absque praeceptore Галлер дал основы естественной номенклатурной системы, построенной как на внешнем виде растений и их естественном родстве, так и на отношениях органов оплодотворения.
2. ↑  Первое издание Genera Plantarum было посвящено старейшему и виднейшему профессору Лейденского университета Герману Бургаве, покровителю Линнея, содействовавшему его работе в Голландии.